# Ginsterkatzenfell

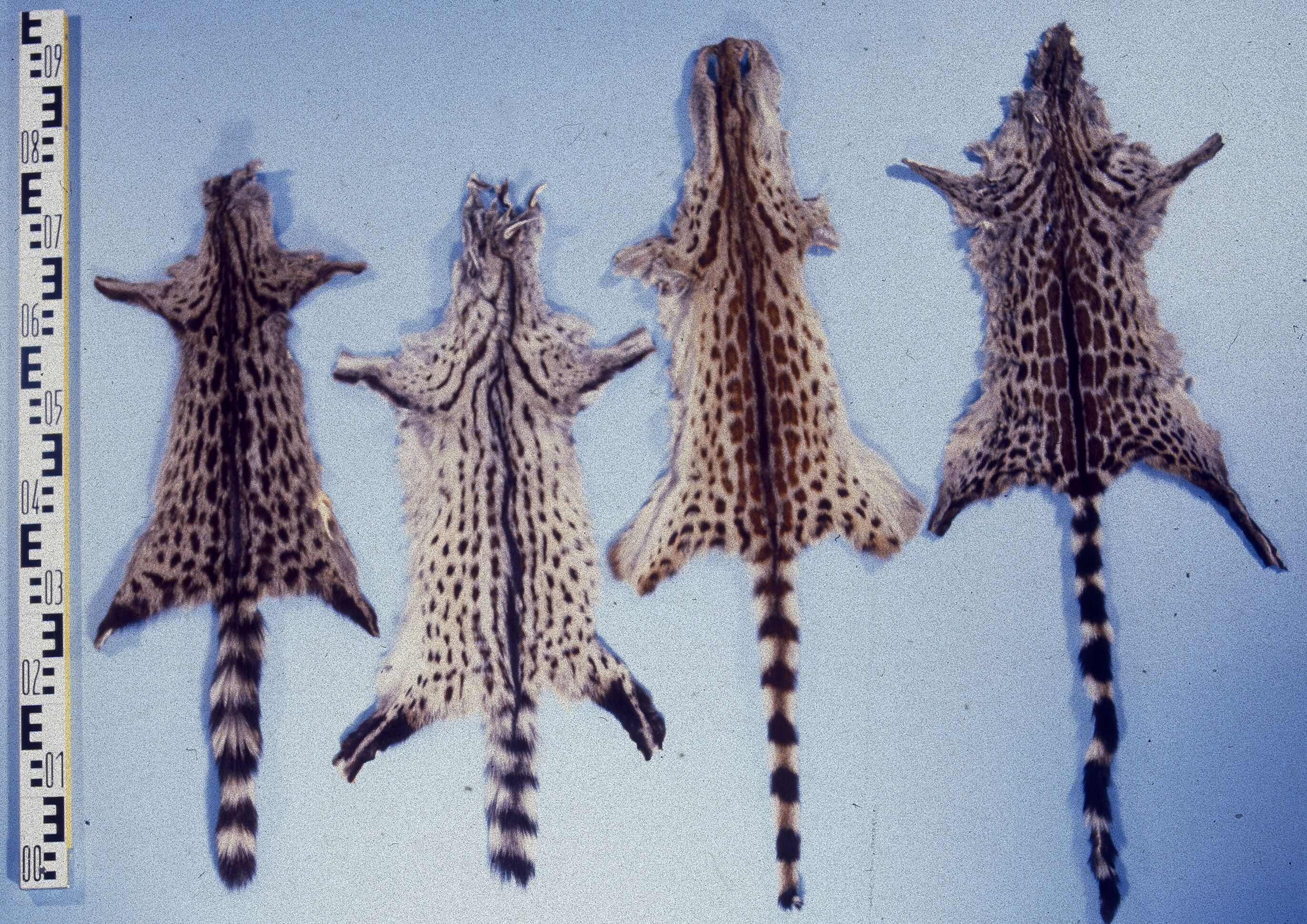
Kleinfleck- und Großfleck-Ginsterkatzen-Felle

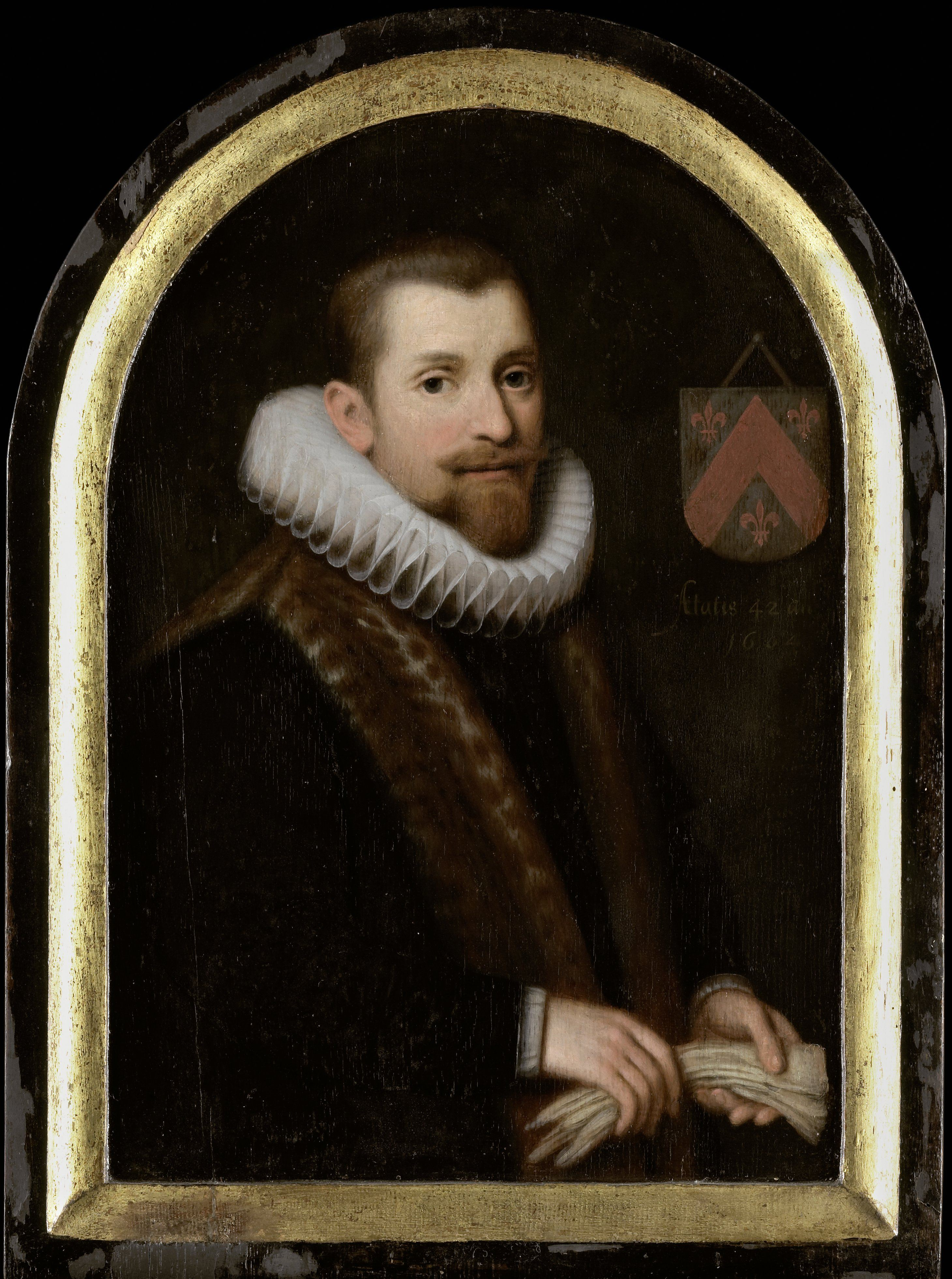
Porträt mit Ginsterkatzenkragen (1620)

Ginsterkatzenfelle wurden als Genetten (Genotten) gehandelt (nicht zu verwechseln mit Genottekatze, eine Bezeichnung für das Fell der Schwärzlingsform der Hauskatze, siehe unter Katzenfell). Zoologisch gehört die Ginsterkatze in die Familie der Zibetkatzen. Im Rauchwarenhandel wurde nicht immer zwischen den einzelnen Zibetfellarten unterschieden, auch andere Arten wurden Anfang des 20. Jahrhunderts als Genetten gehandelt.
Die Ginsterkatze kommt in Europa noch in einigen Gebieten des Mittelmeerraums vor, unter anderem im südlichen Frankreich, auf der Pyrenäen-Halbinsel und in Syrien, zudem in Afrika von Senegambien und Abessinien bis nach Kapland.
Der Körper ist sehr langgestreckt, der Kopf ist klein und spitz zulaufend. Die Ohren sind muschelförmig; die Beine sind für eine Katze recht kurz. Die Kopfrumpflänge beträgt etwa 50 bis 60 Zentimeter, der Schwanz ist 40 bis 50 Zentimeter lang. Die Behaarung ist mittellang, dicht und glatt, aber meist spröde und etwas flach. Die Färbung ist gelblichgrau oder bräunlichgrau mit zumeist vier bis fünf Reihen dunkler, kastanienbrauner oder rotgelber Flecken (Rosetten) längs der Seiten. Auch der Kopf und der Hals sind durch Flecken und Streifen ähnlich gezeichnet. Manche Arten haben eine aufrichtbare Rückenmähne. Der Schweif ist abwechselnd hell und dunkel (weiß bis schwarz) geringelt. In einzelnen Merkmalen weichen manche Unterarten von dieser allgemeinen Beschreibung ab. Einzelheiten über den Haarwechsel scheinen nicht bekannt zu sein.
Der Haltbarkeitskoeffizient für Bekleidung aus Ginsterkatzenfell wird mit 20 bis 30 Prozent angegeben. Bei einer Einteilung der Pelzarten in die Haar-Feinheitsklassen seidig, fein, mittelfein, gröber und hart wird das Ginsterkatzenhaar als mittelfein eingestuft.
Die immer schon, verglichen mit anderen Fellarten, nur in geringer Menge angefallenen Felle wurden vor der Inschutzstellung der Art in der Regel zu Besätzen und Accessoires, bei ausreichend zusammenpassend vorhandenen Fellen zu Jacken, Mänteln und Besätzen sowie zu Decken verarbeitet.
Die Kleinfleck-Ginsterkatze ist inzwischen als europäische Art nach der Bundesartenschutzverordnung streng geschützt.

## Unterarten
Zoologisch werden unterschieden:
- Die Kleinfleck-Ginsterkatze lebt mit mehreren Unterarten in Spanien, Portugal, in Afrika beiderseits der Sahara sowie im Süden der Arabischen Halbinsel (Jemen und Oman), die Südliche Kleinfleck-Ginsterkatze in Südafrika und Namibia.[7] Mit einer Kopfrumpflänge von etwa 50 Zentimeter und einer Schwanzlänge von etwa 45 Zentimeter ist sie ungefähr so groß wie eine Hauskatze, aber wie alle Ginsterkatzen langgestreckter. Das Fell hat eine graubraune Grundfarbe, auf der in Längsreihen schwarze Flecken angeordnet sind. Der Schwanz ist recht lang, buschig und schwarz gebändert. Die Schnauze ist spitz, die Beine kurz und die Ohren groß. Auf Grund des großen Verbreitungsgebietes und der Häufigkeit der Art wird sie seitens der Weltnaturschutzunion International Union for Conservation of Nature and Natural Resources (IUCN) als nicht gefährdet angesehen („Least Concern“).[8]

- Die Südliche Großfleck-Ginsterkatze ist im südlichen Afrika (Südafrika und Lesotho) verbreitet. Sie hat auffallend kurze Beine und einen langen Schwanz. Die Kopfrumpflänge beträgt bei Männchen 46 bis 58 Zentimeter und bei Weibchen 42 bis 56 Zentimeter, der Schwanz wird bis zu 46 cm lang. Die Körperoberseite ist gelblich-weiß bis grau gefärbt, die Unterseite grau bis weiß-grau. Auf der Rückenmitte verläuft ein schwarzer Streifen (Aalstrich). An den Körperseiten werden die Streifen zu einem kleiner werdenden, dunklen Fleckenmuster aufgelöst. Der Schwanz weist 7 bis 8 dunkle Ringe auf, die Schwanzspitze ist schwarz. Das Gesicht ist maskenartig gezeichnet.[9][10] Bedeutsame Gefährdungen sind nicht bekannt.[9] Da zudem ihr Verbreitungsgebiet relativ groß ist, sie relativ häufig zu sein scheint und in Schutzgebieten regelmäßig anzutreffen ist, wird die Südliche Großfleck-Ginsterkatze von IUCN als nicht gefährdet eingestuft („Least Concern“).[11]

- Die Pardelgenette kommt vom Senegal über Mali und Burkina Faso bis nach Ghana vor. Sie ist eine kräftig gebaute Ginsterkatze mit kurzem, rauem Fell. Dieses ist oberseits gelblichgrau bis blass oder sandgrau gefärbt. Die breite, dunkle Linie auf der Rückenmitte beginnt hinter den Schultern und reicht bis zur Schwanzwurzel, der viele Katzenarten kennzeichnende Rückenkamm fehlt. Die Rückenflecken sind dunkelbraun oder rötlich, länglich, kantig und von dunklen Ringen begrenzt. Die Flecken der beiden oberen Reihen sind relativ gleichmäßig angeordnet und etwa so breit wie der Aalstrich, nach unten werden die Flecken kleiner und unregelmäßiger. Das Gesicht trägt eine klar abgrenzte dunkle Maske zwischen hellen Zeichnungselementen. Der Schwanz weist 6 bis 7 dunkle Ringe auf, die Schwanzspitze ist hell. Für die Kopfrumpflänge werden 41 bis 55 Zentimeter für männliche Tiere, 41 bis 53 Zentimeter für Weibchen angegeben. Die Schwanzlänge beträgt 39 bis 49 Zentimeter bei Männchen und 42 bis 45 cm bei Weibchen.[12] Aufgrund der relativ weiten Verbreitung und des Vorkommens in unterschiedlichen Habitaten stuft die IUCN die Pardelgenette als ungefährdet ein („Least Concern“).[8]

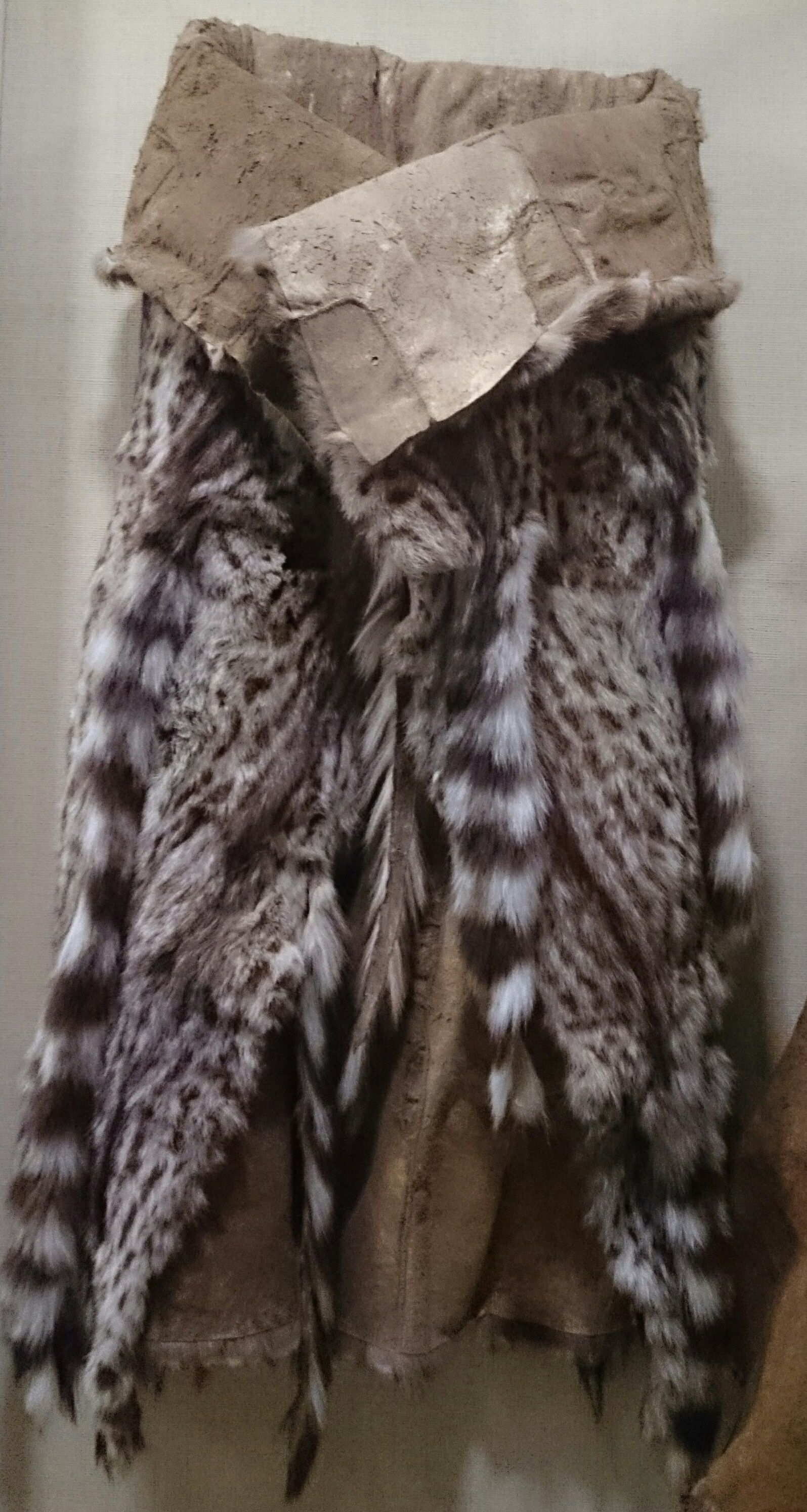
Ginsterkatzenfell-Umhang im Iziko South African Museum

- Die Großfleck-Ginsterkatze ähnelt der Südlichen Großfleck-Ginsterkatze. Sie ist in weiten Teilen Afrika südlich der Sahara verbreitet. Männliche Tiere erreichen erreicht eine Länge von 44 bis 52 Zentimeter und weibliche 41 bis 50 Zentimeter. Die Schwanzlänge ist bei beiden Geschlechtern etwa gleich und reicht von 39,5 bis 54 Zentimeter.[13] Die Art hat ein sehr kurzhaariges Fell, das in seiner Färbung stark variieren kann. Die Grundfarbe reicht von blassgelb und sandbraun über rotbraun bis graugelb, der Bauch ist weißgrau bis blassgelb. Der Körper besitzt die für die Ginsterkatzen typische Zeichnung aus dunklen Streifen und Flecken. Die Flecken sind schwarz bis dunkel-rotbraun und variieren in ihrer Größe und Form,[13] sie gehen in der Regel nicht ineinander über.[14] Die Nackenstreifen sind gut ausgebildet und die von der Schulter bis zum Schwanzansatz durchgehende Mittellinie entlang der Wirbelsäule entspricht in ihrer Färbung der Fleckenfarbe.[13] Die Haare an der Linie sind kurz und bilden keinen Rückenkamm entlang der Wirbelsäule.[14] Der Schwanz ist geringelt gemustert mit sieben bis neun hellen und dunklen Ringen, wobei der Anteil der hellen Ringe etwa 50 bis 75 Prozent der Breite der dunklen Ringe ausmacht. Die Schwanzspitze ist dunkel. Die Hinter- und Vorderbeine sind deutlich gefleckt, der hintere Bereich der Hinterpfoten ist mit dichtem dunklen Haar bedeckt.[13] Das Gesicht ist ebenfalls deutlich gezeichnet. Es besitzt eine gut ausgebildete, dunkle Maske und eine dunkle Linie im Bereich der Schnauze sowie weiße Flecken unterhalb und oberhalb der Augen.[13] Aufgrund des großen Verbreitungsgebietes, des Vorkommens in unterschiedlichen Lebensräumen und derzeit fehlender ernsthafter Gefährdungen stuft die IUCN die Art als nicht gefährdet ein („Least Concern“).[8]

- Die Riesenginsterkatze lebt im Osten der Demokratischen Republik Kongo und in Uganda. Sie ist eine große Ginsterkatze mit einer Kopfrumpflänge von 55 bis 60 Zentimeter, einer Schwanzlänge von 41,5 bis 49 Zentimeter. Die Grundfarbe des Fells ist oberseits gelblich bis ocker-weiß, unterseits blasser. Die Art ist an den Flanken und am Rücken dicht schwarz getüpfelt. Das Fell hat eine dunkle Rückenlinie, deren Haare einen Rückenkamm bilden, sowie ein Paar breite Nackenstreifen. Das Gesicht ist durch eine schwarze Maske und zwei weiße Augenflecken gekennzeichnet. Der Schwanz ist geringelt, wobei die breiten schwarzen Ringe jeweils von einem der insgesamt etwa sechs schmaleren, blassen Ringe unterbrochen werden. Die Breite der blassen Ringe beträgt in der Mitte des Schwanzes weniger als 20 Prozent der dunklen Ringe. Die Schwanzspitze ist schwarz, die Beine sind dunkelbraun. Die Geschlechter unterscheiden sich kaum in Größe und Färbung.[15] Die Riesenginsterkatze wird von der IUCN als ungefährdet eingestuft („Least Concern“).[8]

- Die Serval-Ginsterkatze ist im zentralen und östlichen Afrika (von Nigeria bis Kenia) verbreitet. Das Fell ist grau bis ockerfarben und weist große schwarze Flecken auf. Ein dunkler, unterbrochener Aalstrich verläuft auf der Rückenmitte. Die oberen drei Fleckenreihen sind relativ gleichmäßig, nach unten werden die Flecken kleiner und sind unregelmäßiger verteilt. Hals und Gesicht sind kaum gefleckt, das Gesicht trägt eine schwarze Maske zwischen paarweise angeordneten weißen Flecken. Der Schwanz weist 8 bis 12 schmale, helle Ringe auf, die sich mit deutlich breiteren dunklen Streifen abwechseln, die Schwanzspitze ist hell. Die Kopfrumpflänge beträgt bei Männchen 49 bis 51 cm, bei Weibchen 44,5 bis 49,5 cm.[16] Aufgrund der weiten Verbreitung und des Vorkommens in unterschiedlichen Habitaten stuft die IUCN die Serval-Ginsterkatze als ungefährdet ein („Least Concern“).[8]

- Die Angola-Ginsterkatze ist im südlichen Afrika in einem Streifen von Angola bis Mosambik beheimatet. Sie ist etwa katzengroß. Das Fell ist auf dunkel- bis rötlichgrauem Grund mit zahlreichen schwarzen Flecken bedeckt, die auf dem Hals und Rücken in ein Streifenmuster aus je fünf parallelen Linien an jeder Körperseite übergehen. Das Fleckenmuster kann sich bis zu den Beinen fortsetzen, die Bauchseite ist heller und ungefleckt. Entlang der Wirbelsäule befindet sich ein etwa 6 Zentimeter hoher Haarkamm. Der Schwanz ist hell und schwarz geringelt; er ist dichter behaart ist als bei anderen Ginsterkatzen. Sehr dunkle oder schwarze Exemplare sind nicht ungewöhnlich.[17] Wegen ihrer relativ weiten Verbreitung und der offenbar nicht größeren Gefährdung wird die Art nicht als gefährdet angesehen („Least Concern“).[18]

- Die Hauben-Ginsterkatze oder Niger-Genette bewohnt ein kleines Gebiet in Nigeria und Kamerun. Die Grundfärbung der Körperoberseite ist gelblich-braun bis ocker, die Schultern und die Rückenmitte weisen dabei die dunkleren Töne auf. Die Flecken sind dunkelbraun bis schwarz und in Längsreihen angeordnet. Die Flecken der obersten Reihen sind relativ gleichmäßig angeordnet, nach unten werden die Flecken kleiner und unregelmäßiger. Zwischen Schulter und Schwanzwurzel verläuft ein dunkler Aalstrich aus längeren Haaren. Das Gesicht zeigt eine schwarze Maske zwischen paarweise angeordneten weißen Flecken. Der Anteil heller Schwanzringe liegt bei 50 bis 75 Prozent, die Schwanzspitze ist hellgrau. Die Kopfrumpflänge liegt bei 49 bis 62 Zentimeter.[19][20] Die IUCN stufte 2008 Genetta cristata als gefährdet ein („Vulnerable“).[8]

- Die Bourlon-Genette bewohnt ein kleines Gebiet in Guinea. Sie erreicht eine Kopfrumpflänge von 49,5 Zentimeter, die Schwanzlänge liegt bei 41 Zentimeter.[21] Das Fell ist kurz und rau. Die Art entspricht in ihrem Aussehen der Pardelgenette, besitzt jedoch eine grauere Grundfärbung mit sehr dunklen Flecken. Diese sind langgezogen und verschmelzen teilweise miteinander. Die Nackenstreifen sind deutlich ausgebildet, die dunkle Linie entlang der Wirbelsäule ist breit angelegt und beginnt direkt hinter den Schultern. Der Schwanz besitzt fünf bis sieben helle Ringe und ist mindestens zur Hälfte dunkel. Die Vorder- und Hinterbeine sind dunkel und deutlich gefleckt. Der obere Bereich der Vorderfüße ist gefleckt, die Hinterfüße weisen keine Flecken auf.[21] Das Gesicht ist ebenfalls deutlich gezeichnet. Es besitzt eine gut ausgebildete, dunkle Maske und eine dunkle Linie im Bereich der Schnauze sowie weiße Flecken unterhalb und oberhalb der Augen.[21] Die IUCN stuft die Art als gering gefährdet ein („Near threatened“).[8]

- Die Äthiopische Ginsterkatze ist in Äthiopien und angrenzenden Ländern (Somalia und Sudan) beheimatet. Sie erreicht eine Kopfrumpflänge von 41 bis 43 Zentimeter, die Schwanzlänge liegt bei 38 bis 40 Zentimeter.[22] Das Fell ist kurz und weich. Die Art besitzt eine cremeweiße bis gelbe Grundfärbung, die Bauchseite ist blassgrau. Die Tiere im Tiefland sind dabei heller und blasser gefärbt als die Tiere im Hochland des Verbreitungsgebietes. Die Rückenflecken sind langgezogen und verschmelzen zu fünf Streifen. Auch die Flecken der unteren Flanken sind langgezogen und bilden eher Streifen, als Flecken. Die Nackenstreifen sind deutlich ausgebildet und verschmelzen im Nacken zu zwei dunklen Linien. Die dunkle Rückenlinie ist deutlich angelegt und von einer hellen Linie unterbrochen; die Haare der Mittellinie bilden keinen Kamm. Der Schwanz besitzt sieben bis neun dunkle Ringe, die Schwanzspitze ist schwarz. Vorder- und Hinterbeine sind hellgrau mit dunklen Flecken, die Füße sind ungefleckt.[22] Das Gesicht ist ebenfalls deutlich gezeichnet. Es zeigt eine gut ausgebildete, dunkle Maske und eine graue Linie im Bereich der Schnauze sowie weiße Flecken unterhalb und oberhalb der Augen.[22] Die IUCN stuft die Art als nicht gefährdet ein („Least Concern“).[8]

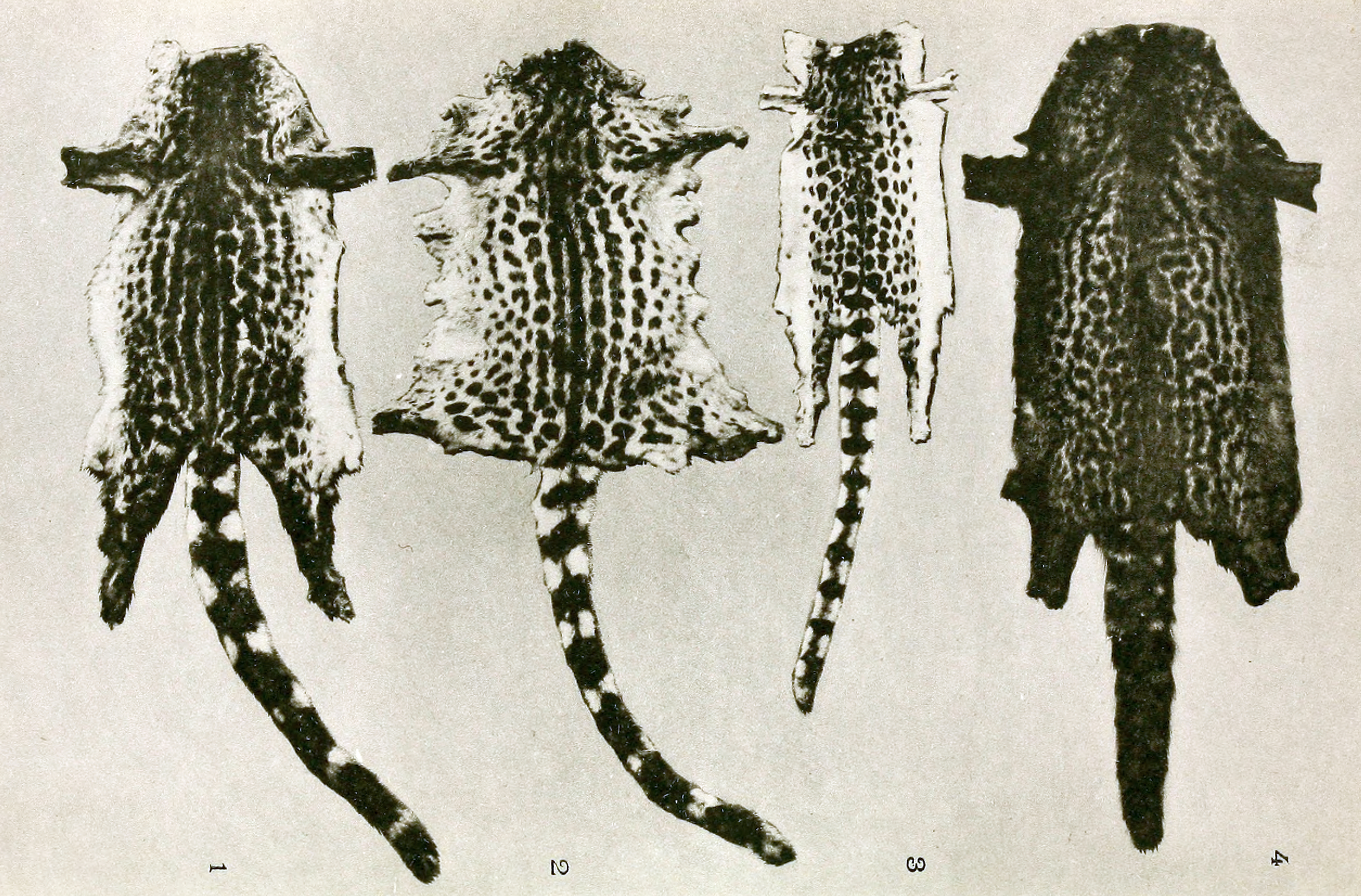
Ginsterkatzen Liberias, 1907 (von links nach rechts):
1 und 2: Liberia-Genette
3: Westafrikanischer Linsang
4: Königsgenette (eventuell ausgestorben)

- Die Haussa-Ginsterkatze lebt in der westafrikanischen Savannenregion von Senegal bis zum Tschadsee. Mit einer Kopf-Rumpf-Länge von 38 bis 45 Zentimeter zählt die Haussa-Ginsterkatze zu den kleineren Vertretern ihrer Gattung. Ihre Grundfärbung ist gelblich-beige bis hellbraun, die Fleckung ist oft rötlich-orange getönt. Der Aalstrich ist meist erkennbar, er ist in der Regel in Längsrichtung durch helle Haare unterteilt und niemals schwarz gefärbt. Die Flecken sind vergleichsweise klein, stehen relativ eng nebeneinander und sind auf dem Rücken linienartig angeordnet, hinten fließen sie teilweise zusammen. Gesicht und Vorderkörper sind wenig gefleckt. Die Rückenhaare sind nicht zum Kamm verlängert. Der Schwanz ist geringelt, die dunklen Anteile werden nach hinten immer größer, insgesamt sind 8 bis 9 Ringe oder Halbringe erkennbar. Das Schwanzende ist schwärzlich.[23][20] Aufgrund des relativ weiten Verbreitungsgebiets und des Vorkommens in verschiedenen Habitaten wurde die Art im Jahr 2008 von der IUCN als ungefährdet eingestuft („Least Concern“).[8]

- Die Liberia-Genette ist in Westafrika (von Guinea bis Ghana) beheimatet. Es handelt sich um eine relativ schlanke Art der Ginsterkatzen. Sie erreicht eine Kopfrumpflänge von 47 bis 51 Zentimeter. Die Schwanzlänge beträgt 46 bis 49,5 cm. Das Fell ist ziemlich dicht und weich, die Grundfärbung ist oberseits gelblichocker bis gelblichgrau, unterseits gelblichgrau bis gelblichbraun. Die Beine sind dunkelbraun. Das Fleckenmuster kennzeichnet sich durch dunkel- bis rötlichbraune Flecken, die an den Körperflanken recht groß sind, dagegen an den Beinen, am Bauch und am Hals kleiner. Einen auffälligen Kontrast zu diesem insgesamt bräunlichen Muster bietet ein sehr dunkler Rückenstreifen. Der lange Schwanz ist weiß-schwarz geringelt, wobei acht bis neun weiße Ringe jeweils von einem breiteren schwarzen Ring getrennt sind. Die Spitze des Schwanzes ist weiß. Das Gesicht hat dunkle Flächen an der Schnauze und weiße Flecken im Bereich der Augen. Die Ohren sind relativ lang. Die Geschlechter unterscheiden sich kaum voneinander.[24] Die Art wird von der IUCN als bedroht eingestuft („Vulnerable“).

- Die Wasserzivette gehört zu den wenigen Schleichkatzen, deren Fell nicht mit Streifen oder Flecken versehen ist. Es ist rostbraun gefärbt, wobei die Ohren, Beine und der lange Schwanz dunkler sind, dunkelbraun oder schwarz. Zwischen den Augen und seitlich an der Schnauze hat es weiße Flecken. Der Körper ist langgestreckt, die Gliedmaßen sind verhältnismäßig kurz. Im Gegensatz zu den nahe verwandten Ginsterkatzen sind die Sohlen unbehaart. Die Kopfrumpflänge beträgt rund 45 Zentimeter, hinzu kommt ein rund 35 Zentimeter langer Schwanz. Der Gefährdungsgrad der Wasserzivetten ist unbekannt. Sie gelten gebietsweise als recht häufig, zumal ihr Verbreitungsgebiet relativ dünn besiedelt ist.[25]

## Geschichte, Handel

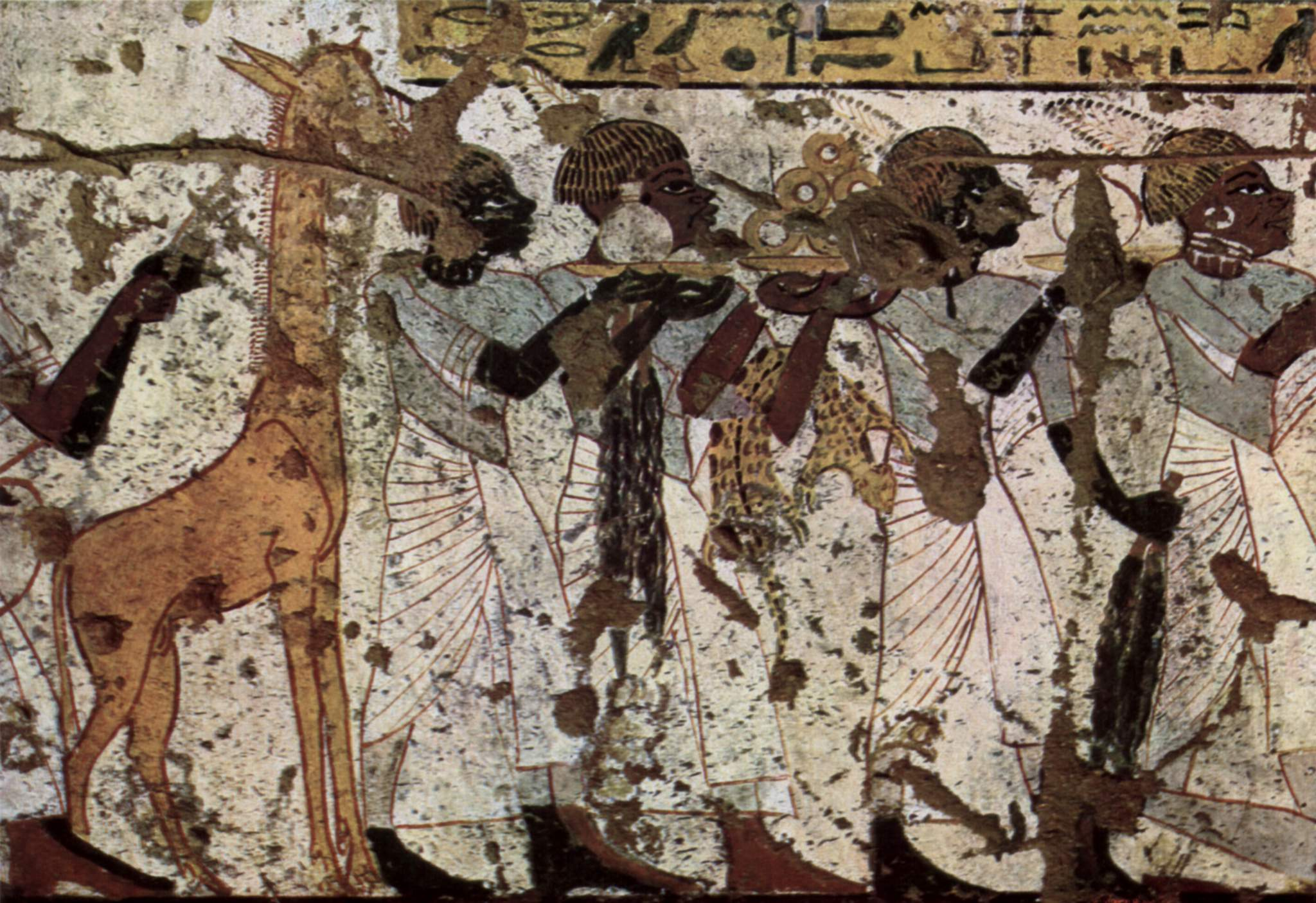
Grabkammer des Heje, Ägypten. Tributbringende Afrikaner, der Dritte von rechts mit einem Ginsterkatzenfell

In einer Darstellung aus der Zeit etwa 1358–1350 v. Chr. sind auf einer Wandmalerei in der Grabkammer des Heje Afrikaner dargestellt, die verschiedenartige Tributgaben überbringen. Zwei davon haben ein Fell über dem Arm, von denen eines als Ginsterkatzenfell zu erkennen ist (siehe Abbildung).
Auch für das 6. Jahrhundert n. Chr. ist der Gebrauch von Ginsterkatzenfellen bekannt. Isidor von Sevilla (* um 560; † 636), Albertus Magnus (* um 1200; † 1280) und Vinzenz von Beauvais (* zwischen 1184 und 1194; † um 1264) erwähnten den zu ihrer Zeit recht geschätzten Pelz. Die Nutzung im Mittelalter bis zum Beginn der heutigen Pelzmode um 1900 erfolgte für Innenfutter und für Besätze, wohl fast ausschließlich für Männerkleidung. Im Jahr 732 erbeutete man bei dem Sieg von Karl Martell über die Sarazenen bei Tours etliche mit diesem Fell gefütterte Kleidungsstücke. Wahrscheinlich unter Verteilung dieser Bekleidungen wurde unter Karl dem Großen der Orden der Ginsterkatze gestiftet, dessen Mitglieder die ersten Fürsten waren. Noch 1891 wird außer der Verwendung zu Innenfuttern nur die Verarbeitung zu Decken genannt.
In manchen Ursprungsgebieten wurden die Felle früher auch als Bekleidungsbestandteil (Schurze) verwendet, anderenorts wurden die Tiere jedoch als Haustiere zur Mäuse- und Rattenabwehr gehalten und der Fang zu Pelzzwecken wurde nicht gern gesehen.
Ginsterkatzenfelle kosteten Anfang des 19. Jahrhunderts nur ein Drittel der Felle von Zibetkatzen. Der Londoner Fellhandel vermischte deshalb europäische Ginsterkatzenfelle mit afrikanischen und asiatischen Zibetfellen. Gerupfte Genetten (auch als Civetten bezeichnet), bei denen das Oberhaar entfernt worden war, ergaben „hübsche Garnituren für allerlei Bedarf“.
Die Rohfelle werden meist rund abgezogen angeliefert, meist mit dem Leder nach außen.

## Verarbeitung
Im Jahr 1965 wurde der Fellverbrauch für eine für einen Mantel aus Ginsterkatzenfell (Genette) ausreichende Felltafel mit 20 bis 30 Fellen angegeben (sogenanntes Mantel-„Body“). Zugrunde gelegt wurde eine Tafel mit einer Länge von 112 Zentimetern und einer durchschnittlichen Breite von 150 Zentimetern und einem zusätzlichen Ärmelteil. Das entspricht etwa einem Fellmaterial für einen leicht ausgestellten Mantel der Konfektionsgröße 46 des Jahres 2014. Die Höchst- und Mindest-Fellzahlen können sich durch die unterschiedlichen Größen der Geschlechter der Tiere, die Altersstufen sowie deren Herkunft ergeben. Je nach Pelzart wirken sich die drei Faktoren unterschiedlich stark aus.
Die Fellverarbeitung entspricht der Verarbeitung der Wildkatzenfelle.

## Zahlen, Fakten

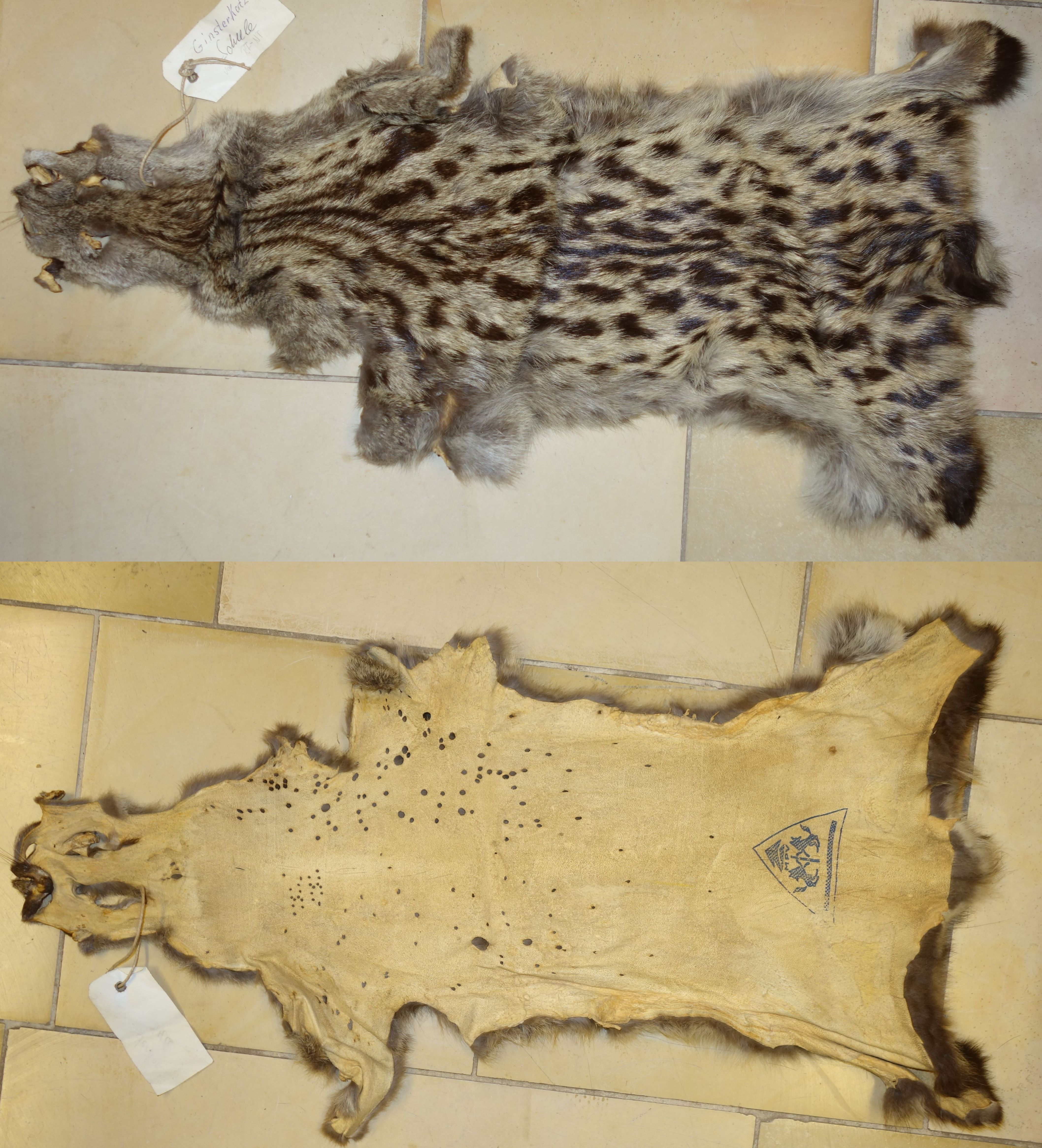
Ginsterkatzenfell, Haar- und Lederseite

- 1911 gab Emil Brass den Preis für ein Ginsterkatzenfell mit 1,50 bis 2 Mark an, im Jahr 1925 mit 2 bis 4 Mark.[31][32]
- 1914 kostete das Zurichten (Gerben) von Katzenfellen in Deutschland je nach Art 18 oder 40 Pfennig, Ginsterkatzen (Genetten) kosteten 18 Pfennig das Fell.[2]
- In der Saison 1923/24 kamen aus Afrika 5000 Ginsterkatzenfelle („Genettkatzen“) in den internationalen Handel.[32]
- 1949 gab das „Pelzlexikon“ den jährlichen Gesamtanfall an Ginsterkatzenfellen mit 10.000 Stück an, sie „finden dann Verwendung für Garnituren, Besätze, egale Sorten auch für Pelzmäntel“.[33]
- 1988 hieß es für Ginsterkatzenfelle: „Fellanfall unbedeutend. Anlieferungen noch geringer als bei der Zibetkatze, genaue Zahlen waren nicht erhältlich.“[1]

## Anmerkung
1. ↑  Die angegebenen vergleichenden Werte (Koeffizienten) sind das Ergebnis vergleichender Prüfung durch Kürschner und Rauchwarenhändler in Bezug auf den Grad der offenbaren Abnutzung. Die Zahlen sind nicht eindeutig, zu den subjektiven Beobachtungen der Haltbarkeit in der Praxis kommen in jedem Einzelfall Beeinflussungen durch Pelzzurichtung und Pelzveredlung sowie zahlreiche weitere Faktoren hinzu. Eine genauere Angabe könnte nur auf wissenschaftlicher Grundlage ermittelt werden. Die nach praktischer Erfahrung haltbarsten Fellarten wurden auf 100 Prozent gesetzt.
2. ↑  Die Angabe für ein Body erfolgte nur, um die Fellsorten besser vergleichbar zu machen. Tatsächlich wurden nur für kleine (bis etwa Bisamgröße) sowie für jeweils gängige Fellarten Bodys hergestellt, außerdem für Fellstücken. Folgende Maße für ein Mantelbody wurden zugrunde gelegt: Körper = Höhe 112 cm, Breite unten 160 cm, Breite oben 140 cm, Ärmel = 60 × 140 cm.

## Belege
1. 1 2 3 4  Christian Franke/Johanna Kroll: Jury Fränkel’s Rauchwaren-Handbuch 1988/89. 10. überarbeitete und ergänzte Neuauflage, Rifra-Verlag Murrhardt, S. 122.
2. 1 2 3  H. Werner: Die Kürschnerkunst. Verlag Bernh. Friedr. Voigt, Leipzig 1914, S. 110, 159.
3. 1 2   Heinrich Dathe, Paul Schöps, unter Mitarbeit von 11 Fachwissenschaftlern: Pelztieratlas. VEB Gustav Fischer Verlag Jena, 1986, S. 191–192.
4. ↑  Paul Schöps; H. Brauckhoff, Stuttgart; K. Häse, Leipzig, Richard König, Frankfurt/Main; W. Straube-Daiber, Stuttgart: Die Haltbarkeitskoeffizienten der Pelzfelle. In: Das Pelzgewerbe, Jahrgang XV, Neue Folge, 1964, Nr. 2, Hermelin Verlag Dr. Paul Schöps, Berlin, Frankfurt/Main, Leipzig, Wien, S. 56–58.
5. ↑  Paul Schöps, Kurt Häse: Die Feinheit der Behaarung – Die Feinheits-Klassen. In: Das Pelzgewerbe Jg. VI / Neue Folge, 1955 Nr. 2, Hermelin-Verlag Dr. Paul Schöps, Leipzig, Berlin, Frankfurt am Main, S. 40 (Anmerkung: fein (teils seidig); mittelfein (teils fein); gröber (mittelfein bis grob)).
6. 1 2  Fritz Schmidt: Das Buch von den Pelztieren und Pelzen. F. C. Mayer Verlag, München 1970, S. 143–144.
7. ↑  Don E. Wilson & DeeAnn M. Reeder (Hrsg.):  Genetta (Memento vom 18. Januar 2015 im Internet Archive). In: Mammal Species of the World. A Taxonomic and Geographic Reference (3rd ed). Abgerufen am 15. Januar 2015.
8. 1 2 3 4 5 6 7 8 9  IUCN, Liste der gefährdeten Arten, Suche.
9. 1 2   A. P. Jennings & G. Veron (2009): Family Viverridae. In: D. E. Wilson. & R. A. Mittermeier (Hrsg.) Handbook of the Mammals of the World. Volume 1: Carnivores. Lynx Edicions, Barcelona.
10. ↑  G. Mills & L. Hes (1999): Säugetiere des südlichen Afrikas. Eine illustrierte Enzyklopädie. – Könemann, ISBN 3-8290-3610-8.
11. ↑  Genetta maculata in der Roten Liste gefährdeter Arten der IUCN 2011.2. Eingestellt von: P. Gaubert, A. Dunham, M. Hoffmann, 2008. Abgerufen am 24. April 2012
12. ↑  J. Jennings A.P. & G. Veron (2009): Family Viverridae. In: D. E. Wilson. & R. A. Mittermeier (Hrsg.) Handbook of the Mammals of the World. Volume 1: Carnivores. Lynx Edicions, Barcelona.
13. 1 2 3 4 5  P. Jennings, G. Veron: Family Viverridae (Civets, Genet and Oyans). In: Don E. Wilson, Russell A. Mittermeier (Hrsg.): Handbook of the Mammals of the World. Volume 1: Carnivores. Lynx Edicions, 2009, ISBN 978-84-96553-49-1.
14. 1 2  Philippe Gaubert, Peter J. Taylor, Geraldine Veron: Integrative taxonomy and phylogenetic systematics of the genets (Carnivora, Viverridae, Genetta): a new classification of the most speciose carnivoran genus in africa. (Memento des Originals vom 18. Januar 2015 im Internet Archive)  Info: Der Archivlink wurde automatisch eingesetzt und noch nicht geprüft. Bitte prüfe Original- und Archivlink gemäß Anleitung und entferne dann diesen Hinweis. (PDF; 144 kB) In: B.A. Huber, B.J. Sinclair, K.-H. Lampe African Biodiversity: Molecules, Organisms, Ecosystems. Proceedings of the 5th International Symposium of Tropical Biology, Museum Koenig, Bonn 2005.
15. ↑  P. Jennings, G. Veron: Family Viverridae (Civets, Genet and Oyans). In: Don E. Wilson, Russell A. Mittermeier (Hrsg.): Handbook of the Mammals of the World. Volume 1: Carnivores. Lynx Edicions, 2009, ISBN 978-84-96553-49-1, (S. 224).
16. ↑   J. Jennings A.P. & G. Veron (2009): Family Viverridae. In: D. E. Wilson. & R. A. Mittermeier (Hrsg.): Handbook of the Mammals of the World. Volume 1: Carnivores. Lynx Edicions, Barcelona.
17. ↑  Paula White: Genetta angolensis im Animal Diversity Web der University of Michigan Museum of Zoology. Abgerufen: 15. Januar 2015.
18. ↑  Genetta angolensis in der Roten Liste gefährdeter Arten der IUCN 2011. Eingestellt von: P. Gaubert, J. Crawford-Cabral, M. Hoffmann, 2008. Abgerufen am 15. Januar 2015.
19. ↑   J. Jennings A.P. & G. Veron (2009): Family Viverridae. In: D. E. Wilson. & R. A. Mittermeier (Eds.): Handbook of the Mammals of the World. Volume 1: Carnivores. Lynx Edicions, Barcelona.
20. 1 2  D. R. Rosevear (1974): The carnivores of West Africa. – Trustees of the British Museum (Natural History).
21. 1 2 3  P. Jennings, G. Veron: Family Viverridae (Civets, Genet and Oyans). In: Don E. Wilson, Russell A. Mittermeier (Hrsg.): Handbook of the Mammals of the World. Volume 1: Carnivores. Lynx Edicions, 2009, ISBN 978-84-96553-49-1, (S. 221).
22. 1 2 3  P. Jennings, G. Veron: Family Viverridae (Civets, Genet and Oyans). In: Don E. Wilson, Russell A. Mittermeier (Hrsg.): Handbook of the Mammals of the World. Volume 1: Carnivores. Lynx Edicions, 2009, ISBN 978-84-96553-49-1, (S. 215).
23. ↑  J. Kingdon (2004): The Kingdon Pocket Guide to African Mammals. – Princeton Pocket Guides, S. 166.
24. ↑  A. P. Jennings, G. Veron: Family Viverridae (Civets, Genets and Oyans). In: Don E. Wilson, Russell A. Mittermeier (Hrsg.): Handbook of the Mammals of the World. Volume 1: Carnivores. Lynx Edicions, 2009, ISBN 978-84-96553-49-1.
25. ↑  Ronald M. Nowak: Walker’s Mammals of the World. Johns Hopkins University Press, 1999, ISBN 0801857899.
26. ↑  Max Bachrach: Fur. A Practical Treatise. Verlag Prentice-Hall, Inc., New York 1936. S. 224.(engl.).
27. ↑  Lorenz Oken, Friedrich August Walchner: Allgemeine Naturgeschichte für alle Stände: Thierreich; 4, 3: Säugthiere 2. Band 7, Ausgabe 3 (Google eBook), S. 1537. Abgerufen am 17. Januar 2015.
28. ↑  Paul Cubaeus, „praktischer Kürschner in Frankfurt am Main“: Das Ganze der Kürschnerei. Gründliches Lehrbuch alles Wissenswerthen über Waarenkunde, Zurichterei, Färberei und Verarbeitung der Pelzfelle. A. Hartleben’s Verlag, Wien, Pest, Leipzig 1891, S. 34.
29. ↑  www.retrobibliothek.de: Meyers Konversationslexikon. Verlag des Bibliographischen Instituts, Leipzig und Wien, 4. Auflage, 1885–1892, S. 893. Abgerufen am 15. Januar 2015.
30. ↑  Paul Schöps u. a.: Der Materialbedarf für Pelzbekleidung. In: Das Pelzgewerbe Jg. XVI / Neue Folge 1965 Nr. 1, Hermelin-Verlag Dr. Paul Schöps, Berlin u. a., S. 7–12.
31. ↑  Emil Brass: Aus dem Reiche der Pelze. 1. Auflage, Verlag der „Neuen Pelzwaren-Zeitung und Kürschner-Zeitung“, Berlin 1911, S. 421–422.
32. 1 2  Emil Brass: Aus dem Reiche der Pelze. 2. verbesserte Auflage, Verlag der „Neuen Pelzwaren-Zeitung und Kürschner-Zeitung“, Berlin 1925, S. 436, 508.
33. ↑  Alexander Tuma: Pelz-Lexikon. Pelz- und Rauhwarenkunde. XVIII. Band. Verlag Alexander Tuma, Wien 1949. Stichwort „Ginsterkatze“.